# Fábián Gyula (újságíró)
Fábián Gyula (Nagyszalonta, 1929. augusztus 23. – 2020. február 28.) erdélyi magyar újságíró, szociográfus, rádióriporter, író és szerkesztő.

## Életpályája
Eötvös kollégista volt, magyar, latin, művészettörténet szakon végzett. Tanári diplomáját a budapesti Tudományegyetem Bölcsészet Karán szerezte, hivatása azonban az újságírás lett, első munkahelye a Magyar Rádió, azon belül is a Falurádió volt. 1952-től szerkesztette a Kincses Kalendáriumot. Az 1956-os Szabad Kossuth Rádió szerkesztője volt. 1965-től a Kortárs irodalmi folyóiratban jelentette meg szociográfiai írásait. A rendszerváltozás visszatérítette az újságíráshoz. Olvasószerkesztője volt a Képes Újságnak, elindította a Szabad Szó folyóiratot, főszerkesztője lett a Szabad Földnek, majd munkatársa a Magyar Nemzetnek.
Hét évtized alatt publikált a Fiatal Magyarországban, a Kortársban, dolgozott a Mezőgazdasági Múzeumban, majd Gergely Istvánnal együtt létrehozta a Vízügyi Múzeumot Esztergomban. Megrendezte az Arany János emlékkiállítást a Petőfi Irodalmi Múzeumban.
Aktív közéleti szereplőként rendszeresen publikált református egyházi lapokban, a Magyar Nemzetben, műsort készített a Lánchíd Rádióban, vezetőségi tagja volt a péceli Csökmei körnek, illetve a földesi Karácsony Sándor Művelődési Társaságnak.

## Társadalmi, közéleti tevékenysége
Raffay Ernő és Szidiropulosz Archimédesz mellett 2007-ben létrehozta a Trianon Kutató Intézet Közhasznú Alapítványt, mely kuratóriumának tagja, a Trianoni Szemle című folyóirat szerkesztőbizottságának elnöke, szerkesztőségi tagja.
A Trianoni Szemle folyóirat szerkesztőségének tagjai: Szidiropulosz Archimédesz, Domonkos László, Medvigy Endre, Raffay Ernő, Sipos Endre, valamint Kolczonay Katalin olvasószerkesztő.
A Trianoni Szemle szerkesztőbizottságának tagjai: Batta György, György Attila, Matuska Márton, Skultéty Csaba, Vári Fábián László.
2007 március 12-én egyike volt annak a harminchat közéleti szereplőnek, aki aláírta a magyarsághoz címzett kiáltványt.

## Elismerései
Kiemelkedő újságírói munkája elismeréseként Rát Mátyás díjat vehetett át 2009-ben.
2013. augusztus 20-án a nemzeti ünnep alkalmából több évtizedes kimagasló újságírói, szerkesztői és szépírói tevékenységéért, példaértékű életpályája elismeréseként a Magyar Érdemrend tisztikeresztje kitüntetésben részesült, melyet Navracsics Tibor közigazgatási és igazságügyi miniszter adott át.

## Főbb művei
- Magyar Vízügyi Múzeum "Beszédes József" Balaton vízgazdálkodástörténeti gyűjteménye; Beszédes József Múzeum, Siófok, 1979
- Találkozásaim; Hatvany Lajos, Bp., 1998 (Emlékezések Karácsony Sándorra)
- A székelyudvarhelyi Emlékezés Parkja; Ábel Alapítvány, Kolozsvár, 2006
- Útravaló Kairosz Kiadó, Budapest, 2014. 240 p. ISBN 9789636627355
- Elhasznált, szegény magyarok; Tertia, Bp., 2001. 290 p. ISBN 9638602481[7]

## ATrianoni Szemlefolyóiratban megjelent publikációi
- Közös gondolkodással, közös felelősséggel. Trianoni Szemle, I. évfolyam, Budapest, Trianon Kutatóintézet, 2009./1. szám. 2009. január – április 4 – 5. o.
- Hová lett a szalontai Kossuth – szobor? Trianoni Szemle, I. évfolyam, Budapest, Trianon Kutatóintézet, 2009./2. szám. 2009. április – június. 82 -87. o.
- Búcsú Illés Sándortól. Trianoni Szemle, I. évfolyam, Budapest, Trianon Kutatóintézet, 2009./3. szám. 2009. július – szeptember. 91. o.
- Elfelejtett magyarok: Jócsik Lajos. Trianoni Szemle, I. évfolyam, Budapest, Trianon Kutatóintézet, 2009./3. szám. 2009. július – szeptember. 92 – 95. o.
- Elfelejtett magyarok Gy. Szabó Béla. Trianoni Szemle, I. évfolyam, Budapest, Trianon Kutatóintézet, 2009./4. szám. 2009. október – december. 88- 93. o.
- Elfelejtett magyarok. Fábry Zoltán Trianoni Szemle, II. évfolyam, Budapest, Trianon Kutatóintézet, 2010./1. szám. 2010. január – március. 86 – 89. o.
- Elfelejtett magyarok.(Reményik Sándor) Trianoni Szemle, II. évfolyam, Budapest, Trianon Kutatóintézet, 2010./2. szám. 2010. április – június. 109 -111. o.
- Elfelejtett magyarok – (Gellért Sándor) Trianoni Szemle, II. évfolyam, Budapest, Trianon Kutatóintézet, 2010./3. szám. 2009. július – szeptember. 96 -98. o.
- Mártír miniszterelnökeink. Trianoni Szemle, III. évfolyam, Budapest, Trianon Kutatóintézet, 2011/2. szám. 2011. április – június. 5- 13. o.
- Elfelejtett magyarok – Nyírő József. Trianoni Szemle, III. évfolyam, Budapest, Trianon Kutatóintézet, 2011/3. szám. 2011. április – június. 78 – 80. o.
- Elfelejtett magyarok – Kós Károly. Trianoni Szemle, III. évfolyam, Budapest, Trianon Kutatóintézet, 2011/4. szám. 2011. október – december. 99 – 103. o.
- Megkésett megkövetés. Trianoni Szemle, IV. évfolyam, Budapest, Trianon Kutatóintézet, 2012/1-4. szám. 2012. január – december. 152 – 153. o.
- Sorsvállalás egymásért – Sinka István. Trianoni Szemle, V. évfolyam, Budapest, Trianon Kutatóintézet, 2013/1- 2. szám. 2013. január június. 267-272. o.
- Kincsünk, nyelvünk őrizője népünk Trianoni Szemle, VI. évfolyam, Budapest, Trianon Kutatóintézet, 2014./1-2. szám. 2014. január – június. 130 – 131. o.
- Jegyzet a Lánchíd rádióban Trianoni Szemle, VI. évfolyam, Budapest, Trianon Kutatóintézet, 2014./1.-2. szám. 2014. január – június. 186 – 187. o.
- "Áztatott kötéllel fogtak, világháborúba hoztak..." Trianoni Szemle, VI. évfolyam, Budapest, Trianon Kutatóintézet, 2014/3-4. szám. 2014. július – december. 168. o.
- Kilencvenheten Nagyszalontán Trianoni Szemle, VI. évfolyam, Budapest, Trianon Kutatóintézet, 2014/3- 4. szám. 2014. július – december. 191. o.
- Történelemórák tanulságokkal Trianoni Szemle, VII. évfolyam, Budapest, Trianon Kutatóintézet, 2015 Évkönyv. 7 – 8. o.

## Kapcsolódó szócikk
- A Magyar Köztársasági Érdemrend tisztikeresztje kitüntetettjeinek listája